# Бисерјане
Бисерјане (словен. Biserjane) је насељено место у општини Свети Јуриј об Шчавници, Помурска регија, Словенија.

## Историја
До територијалне реорганизације у Словенији биле су у саставу старе општине Горња Радгона.

## Становништво
У попису становништва из 2011. године, Бисерјане су имале 77 становника.
| Број становника према пописима | Број становника према пописима | Број становника према пописима |
| ------------------------------ | ------------------------------ | ------------------------------ |
| 1991                           | 2002                           | 2011                           |
| 127                            | 92                             | 77                             |

Напомена: Године 1997. извршена је мања размена територија између насеља Бисерјане и Свети Јуриј об Шчавници, а 2014. године између насеља Бисерјане и Чакова.

## Познате личности
- Антон Корошец, словеначки политичар